# تردد صوتي

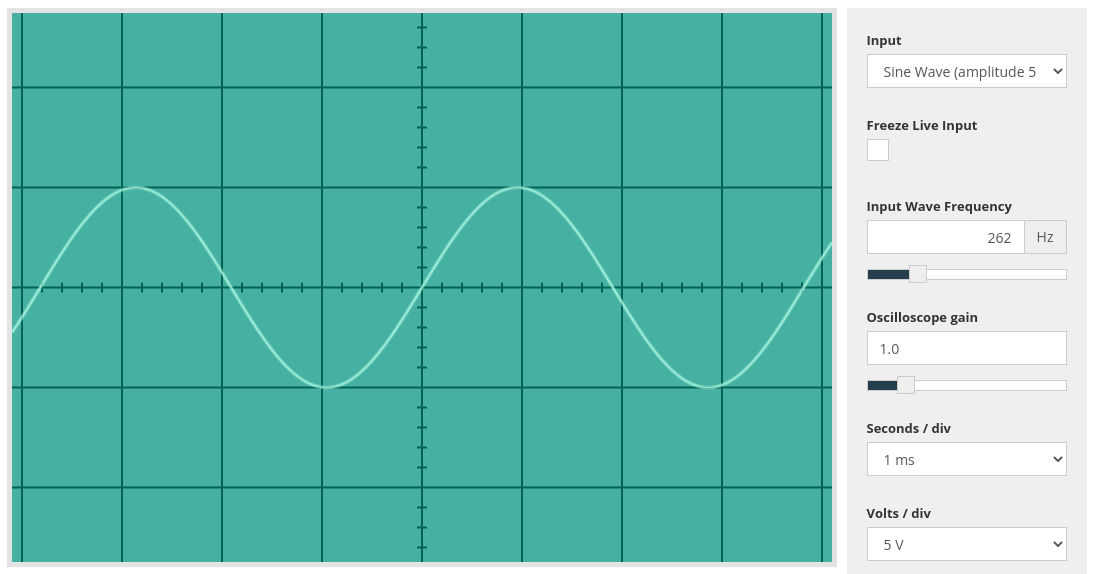
ج الأوسط (C4)، أو 262 هرتز، على راسم الذبذبات الافتراضي ، يوضح العلاقة بين تردد الصوت ودرجة الصوت

التردد الصوتي أو التردد المسموع، هو اهتزاز دوري يكون تردده مسموعًا للإنسان العادي. يقاس التردد في نظام الوحدات الدولي بوحدة هرتز. إن خصائص الصوت هي التي تحدد طبقة الصوت (أو حدة الصوت).
يتراوح نطاق السمع القياسي المقبول عمومًا للبشر من 20 إلى 20000 هرتز. في الهواء عند الضغط الجوي، تمثل هذه الموجات الصوتية بأطوال موجية تتراوح من 17 مترًا (56 قدمًا) إلى 1.7 سم (0.67 بوصة). عادةً ما يُشْعَرْ بالترددات الأقل من 20 هرتز بدلاً من سماعها، بشرط أن يكون سعة الاهتزاز قويًا بدرجة كافية. تصنف الترددات الصوتية التي تتجاوز 20 كيلو هرتز على أنها فوق صوتية.
ينتشر الصوت على شكل موجات اهتزاز ميكانيكية من الضغط والإزاحة، سواء في الهواء أو في مواد أخرى. بشكل عام، يحدد التردد الخصائص المميزة للصوت (كالجرس)، وعند الحديث عن التردد الصوت، فهذا يعني الخاصية الأكثر تحديدًا لطبقة الصوت. ترتبط النغمات الأعلى بالترددات الأعلى، بينما تتوافق النغمات المنخفضة مع الترددات المنخفضة.
تقتصر الترددات التي يمكن أن تسمعها الأذن على نطاق معين من الترددات. عادةً ما يتراوح نطاق التردد المسموع للإنسان بين 20 هرتز و20000 هرتز (20 كيلو هرتز)، وغالبًا ما يتضاءل الحد الأعلى مع تقدم العمر. تظهر الأنواع المختلفة نطاقات سمعية مميزة؛ على سبيل المثال، بعض سلالات الكلاب قادرة على إدراك الاهتزازات التي يصل ترددها إلى 60.000 هرتز.
في العديد من الوسائط، مثل الهواء، تكون سرعة الصوت مستقلة تقريبًا عن التردد، وبالتالي فإن الطول الموجي للموجات الصوتية (المسافة بين التكرارات) يتناسب عكسيًا تقريبًا مع التردد.

## الترددات
| تردد (هرتز)    | اوكتاف      | الوصف                                                       |
| -------------- | ----------- | ----------------------------------------------------------- |
| 16 إلى 32      | 1st         | اقل تردد وهو الصوت الغليظ على آلة الأورج.                   |
| 32 حتي 512     | 2nd ل5th    | الترددات الإيقاعية والمنخفضة وهو الصوت الباس.               |
| 512 حتي 2048   | 6th إلى 7th | التردد العادى في حديث الإنسان.                              |
| 2048 إلى 8192  | 8th ل9th    | تردد يعكس الحدة وتداخل الأصوات.                             |
| 8192 حتي 16384 | 10th        | أصوات الأجراس. في الكلام، صوت حرف " S اس" (8000-11000 هرتز) |

| النغمات الموسيقية | تردد (هرتز) | الوصف                                                                            | ملف الصوت         |
| ----------------- | ----------- | -------------------------------------------------------------------------------- | ----------------- |
| C2                | 4.09        | اقل نغمة قي آلة الكلارينيت                                                       | غ / م (غير مسموع) |
| C1                | 8.18        | أقل نغمة قي آلة الأورج                                                           | غ / م (غير مسموع) |
| C0                | 16.35       | أقل نغمة قي البيانو Grand Piano                                                  |                   |
| C1                | 32.70       | أقل تردد لنغمة الدو على البيانو ذا ال88 مفتاح.                                   |                   |
| C2                | 65.41       | اقل نغمة للتشيلو                                                                 |                   |
| C3                | 130,81      | اقل نغمة للفيولا.                                                                |                   |
| C4                | 261,63      | النغمة الوسطى                                                                    |                   |
| C5                | 523,25      | اقل نغمة لبيكولو.                                                                |                   |
| C6                | 1046,50     | ما يقرب من أعلى تردد للصوت البشري من الإناث.                                     |                   |
| C7                | 2093        | أعلى نغمة للفلوت.                                                                |                   |
| C8                | 4186        | أعلى نغمة للبيانو-88مفتاح.                                                       |                   |
| C9                | 8372        |                                                                                  |                   |
| C10               | 16744       | ما يقرب من النغمة التي تنبعث من إنبوب أشعة القطب السالب التلفزيون أثناء التشغيل. |                   |

## وصلات خارجية
- كونتراباس هوس
- لوحة المفاتيح الترددات = تسمية تلاحظ -- والإنكليزية والأميركية مقابل النظام نظام الألمانية